# Новосёловка (Сандыктауский район)
Новосёловка (каз. Новоселовка) — село в Сандыктауском районе Акмолинской области Казахстана. Входит в состав Веселовского сельского округа. Код КАТО — 116441300.

## География
Село находится на реке Жыланды в западной части района, в 40 км на юго-запад от центра района села Балкашино, в 9 км на юг от центра сельского округа села Весёлое.

### Улицы[2]
- ул. Набережная,
- ул. Степная.

### Ближайшие населённые пункты
- село Весёлое в 9 км на севере,
- село Новый Городок в 12 км на востоке.

## Население
В 1989 году население села составляло 786 человек (из них немцев 52%, русских 27%).
В 1999 году население села составляло 460 человек (213 мужчин и 247 женщин). По данным переписи 2009 года, в селе проживало 198 человек (96 мужчин и 102 женщины).
| Численность населения | Численность населения | Численность населения |
| 1989                  | 1999                  | 2009                  |
| --------------------- | --------------------- | --------------------- |
| 786                   | ↘460                  | ↘198                  |